# Geteov univerzitet u Frankfurtu
Geteov univerzitet je univerzitet koji se nalazi u Frankfurtu na Majni, Nemačka. On je osnovan je 1914. godine kao građanski univerzitet, što znači da ga je osnovalo i finansiralo bogato i aktivno liberalno građanstvo Frankfurta. Prvobitno ime je bilo Univerzitet u Frankfurtu na Majni. Godine 1932. ime univerziteta prošireno je u čast jednog od najpoznatijih građana Frankfurta, pesnika, filozofa i pisca/dramaturga Johana Volfganga Getea. Trenutno univerzitet ima oko 45.000 studenata, raspoređenih u četiri glavna kampusa u gradu.
Univerzitet je proslavio stotu godišnjicu 2014. Prva žena predsednica univerziteta Birgita Vulf položila je zakletvu 2015. Dvadeset dobitnika Nobelove nagrade povezano je sa univerzitetom, uključujući Maks fon Lauea i Maks Borna. Univerzitet je takođe povezan sa 18 dobitnika prestižne nagrade Gotfrid Vilhelm Lajbniz.
Geteov univerzitet je deo IT klastera Rajna-Majna-Nekar. Univerzitet Johanes Gutenberg iz Majnca, Geteov univerzitet u Frankfurtu i Tehnički univerzitet u Darmštatu zajedno čine Univerzitete Rajne-Majna (RMU).

## Istorija
Istorijski koreni univerziteta mogu se pratiti sve do 1484. godine, kada je biblioteka gradskog veća osnovana po zaveštanju plemića Ludviga fon Marburga. Nakon što je spojena sa drugim kolekcijama, ona je preimenovana u Gradsku biblioteku 1668. godine i postala univerzitetska biblioteka 1914. godine. U zavisnosti od zemlje, datum osnivanja se različito beleži. Prema anglo-američkim proračunima, datum osnivanja Geteovog univerziteta bio bi 1484. U Nemačkoj, datum kada je stečeno pravo na dodelu doktorata se smatra godinom osnivanja univerziteta.
Univerzitet je takođe imao uticaja u prirodnim naukama i medicini, sa dobitnicima Nobelove nagrade, uključujući Maks fon Lauea i Maksa Borna, i otkrićima poput Štern-Gerlahovog eksperimenta.
Poslednjih godina univerzitet se posebno fokusirao na pravo, istoriju i ekonomiju, stvarajući nove institute, poput Instituta za pravo i finansije (ILF) i Centra za finansijske studije (CFS). Jedna od ambicija univerziteta je da postane vodeći nemački univerzitet za finansije i ekonomiju, s obzirom na blizinu škole jednom od evropskih finansijskih centara. U saradnji sa Fukva poslovnom školom na Univerzitetu Djuk, Geteova poslovna škola nudi MBA program. Geteov univerzitet je ustanovio međunarodnu nagradu za istraživanje u finansijskoj ekonomiji, nagradu Dojč banke za finansijsku ekonomiju.

## Organizacija
Univerzitet se sastoji od 16 fakulteta. Poređani prema njihovom sortnom broju, oni su:
- 01.  (Pravo)
- 02.  (Ekonomija i poslovna administracija)
- 03.  (Društvene nauke)
- 04.  (Obrazovne nauke)
- 05.  (Psihologija i nauke o sportu)
- 06.  (Protestantska teologija)
- 07.  (Rimokatolička teologija)
- 08.  (Pilozoija i istorija)
- 09.  (Fakultet za lingvistiku, kulturu i umetnost)
- 10.  (Moderni jezici)
- 11.  (Geonauke i geografija)
- 12.  (Računarske nauke i matematika)
- 13.  (Fizika)
- 14.  (Biohemija, hemija i farmacija)
- 15.  (Biološke nauke)
- 16.  (Medicinske nauke)

Pored toga, postoji nekoliko kolociranih istraživačkih instituta Maks Plank društva:
- Maks Plankov institut za biofiziku
- Maks Plankov institut za istraživanje mozga
- Maks Plankov institut za evropsku pravnu istoriju

## Kampusi
Univerzitet se nalazi u četiri kampusa u Frankfurtu na Majni:
- Kampus Vestend:

Sedište univerziteta, takođe smešta departmane društvenih nauka, pedagogije, psihologije, teologije, filozofije, istorije, filologije, arheologije, prava, ekonomije i poslovne administracija, ljudske geografije
- Kampus Bokenhajm:

Univerzitetska biblioteka, matematika, računarksa nauka, istorija umenosti, fine umetnosti
- Kampus Ridberg:

Farmacija, fizika, hemija, biohemija, biologija, geonauke i geografija
- Kampus Niderad:

Medicinska nauka, stomatologija, univerzitetska bolnica
- Kampus Ginhajm:

Sportovi.

### Kampus Vestend
Univerzitetskim „Kampusom Vestend” dominira zgrada IG Farben, arhitekte Hans Polziga, koja je primer modernističkog stila nove objektivnosti. Stil zgrade IG Farben prvobitno je izabran kao „simbol za naučnu i trgovačku nemačku radnu snagu, napravljen od gvožđa i kamena”, kako je u uvodnom govoru izjavio direktor IG Farbena u vreme gradnje, baron fon Šnicler. oktobra 1930.
Nakon što je univerzitet preuzeo kompleks, nove zgrade su dodate kampusu. Dana 30. maja 2008. godine, Dom finansija preselio se u novu zgradu koju su projektovali arhitekti Kleihues+Kleihues, prateći stil zgrade IG Farben. Gornji spratovi zgrade Doma finansija imaju nekoliko odvojenih kancelarija, kao i zajednički kancelarijski prostor za istraživače i studente. Prizemlje je otvoreno za javnost i posetioce dočekuje prostranim, prirodno osvetljenim foajeom koji vodi do predavaonica, sala za seminare i informativnog centra, 24-satne referentne biblioteke. U prizemlju se takođe nalaze računarske sobe i kafić. Podovi, zidovi i plafon predsoblja ukrašeni su mrežnim dizajnom koji se nastavlja širom cele zgrade. Podovi su inspirisani Rafaelovim freskama, Atinske škole.

## Dobitnici Nobelove nagrade (alumni i osoblje)
- Paul Erlih: 1908 Nobelova nagrada za fiziologiju ili medicinu
- Maks fon Laue: 1914 Nobelova nagrada za fiziku[16]
- Oto Levi: 1914 Nobelova nagrada za fiziologiju ili medicinu[17]
- Pol Karer: 1937 Nobelova nagrada za hemiju
- Oto Štern: 1943 Nobelova nagrada za fiziku
- Maks Born: 1954 Nobelova nagrada za fiziku
- Ser Aleksandar Tod: 1957 Nobelova nagrada za hemiju
- Karl Cigler: 1963 Nobelova nagrada za hemiju
- Hans Bete: 1967 Nobelova nagrada za fiziku
- Nils Kaj Jern: 1984 Nobelova nagrada za fiziologiju ili medicinu[18][19]
- Gerd Binig: 1986 Nobelova nagrada za fiziku
- Žan-Mari Len: 1987 Nobelova nagrada za hemiju[18][20]
- Hartmut Mihel: 1988 Nobelova nagrada za hemiju
- Rajnhard Zelten: 1994 Nobelova nagrada za ekonomiju
- Kristijana Nislajn-Folhard: 1995 Nobelova nagrada za fiziologiju ili medicinu
- Horst Ludvig Štermer: 1998 Nobelova nagrada za fiziku
- Ginter Blobel: 1999 Nobelova nagrada za fiziologiju ili medicinu
- Peter Grinberg: 2007 Nobelova nagrada za fiziku

## Svetski rangovi
- Njujrok tajms: Među 10 najboljih univerziteta na svetu po izboru poslodavaca. Geteov univerzitet je rangiran na 10 od 150 univerziteta 2012. godine.[24]
- ARWU Svetsko (Šanjgajsko rangiranje): 101-150[25]
- QS Svetsko univerzitetsko rangiranje: 279[22]